# Карташки знак
Карташки знак или карташка боја је једна од категорија у картама за играње на које се дели шпила. Свака карта обично носи један од неколико симбола који показују којој боји припада; знак може додатно бити означен бојом одштампаном на карти. Ранг за сваку карту је одређен бројем поена на њој, осим на сликовним картама. Рангирање показује које су карте у једној боји боље, веће или вредније од других, док не постоји редослед између боја осим ако није дефинисан у правилима одређене карташке игре. У једном шпилу постоји тачно једна карта сваког ранга у свакој боји. Шпил може да садржи посебне карте које не припадају ниједној боји, које се често називају џокери.

## Редослед знакова
Не постоји стандардни редослед за четири знака, тако да постоје различите конвенције међу играма којима је потребна хијерархија одела. Примери редоследа знакова су (од највишег до најнижег):
- ♠, ♥, ♦, ♣ бриџ (за лицитирање и бодовање) и повремено покер.
- ♥, ♦, ♣, ♠ преферанс користи само за лицитирање.